# TXNDC17
TXNDC17 (англ. Thioredoxin domain containing 17) – білок, який кодується однойменним геном, розташованим у людей на 17-й хромосомі. Довжина поліпептидного ланцюга білка становить 123 амінокислот, а молекулярна маса — 13 941.
| 10         |  | 20         |  | 30         |  | 40         |  | 50         |
| ---------- |  | ---------- |  | ---------- |  | ---------- |  | ---------- |
| MARYEEVSVS |  | GFEEFHRAVE |  | QHNGKTIFAY |  | FTGSKDAGGK |  | SWCPDCVQAE |
| PVVREGLKHI |  | SEGCVFIYCQ |  | VGEKPYWKDP |  | NNDFRKNLKV |  | TAVPTLLKYG |
| TPQKLVESEC |  | LQANLVEMLF |  | SED        |  |            |  |            |

A: Аланін

C: Цистеїн

D: Аспарагінова кислота

E: Глутамінова кислота

F: Фенілаланін

G: Гліцин

H: Гістидин

I: Ізолейцин

K: Лізин

L: Лейцин

M: Метіонін

N: Аспарагін

P: Пролін

Q: Глутамін

R: Аргінін

S: Серин

T: Треонін

V: Валін

W: Триптофан

Задіяний у такому біологічному процесі, як ацетилювання. 
Локалізований у цитоплазмі.